# Чёрный стриж
Чёрный стриж, или ба́шенный стриж (лат. Apus apus) — вид небольших птиц рода стрижей семейства стрижиных.

## Этимология названия и история изучения
Чёрный стриж был одним из видов стрижей, которые были включены в десятое издание «Системы природы» Карла Линнея, увидевшее свет в 1758 году и давшее начало современной биологической систематике. Как и другие четыре вида стрижей, он был отнесён к ласточкам. В «Системы природы» чёрный стриж был описан под названием Hirunso apus (др.-греч. ἀ- — приставка со значением отсутствия, πούς «нога»). В 1777 году итальяно-австрийский естествоиспытатель Джованни Антонио Скополи использовал название Apos, отделив стрижей от ласточек; в той же работе встречается и Apus, под таким именем были описаны ракообразные (Crustacea). Научное латинское название Apus происходит от латинского слова, обозначающего стрижей, которых древние греки считали ласточками без ног — от др.-греч. ἀ- — приставка со значением отсутствия, πούς «нога».
Русское название «стриж» птицы получили за пронзительный голос.

## Общая характеристика
Чёрный стриж достигает в длину 18 см, размах крыльев — 44 см, длина крыла — 17 см и хвоста — 8 см. Хвост вильчатый, оперение тёмно-бурого цвета с зеленоватым металлическим отливом, по форме стриж похож на ласточку. Подбородок и горло украшены округлённым белым пятном; глаза тёмно-бурые, клюв чёрный, лапки — светло-бурые. Оперение самцов и самок не отличается, но птенцы немного светлее взрослых стрижей, а их перья имеют грязно-белые каёмки на концах. Летом перья существенно выгорают и общий цвет становится более светлым.
Горизонтальная скорость полёта у чёрного стрижа одна из самых больших среди птиц, она достигает 111 км/ч.
Согласно исследованию 2016 года, стрижи могут оставаться в воздухе на протяжении большей части года (за исключением 2 месяцев брачного периода).

## Распространение

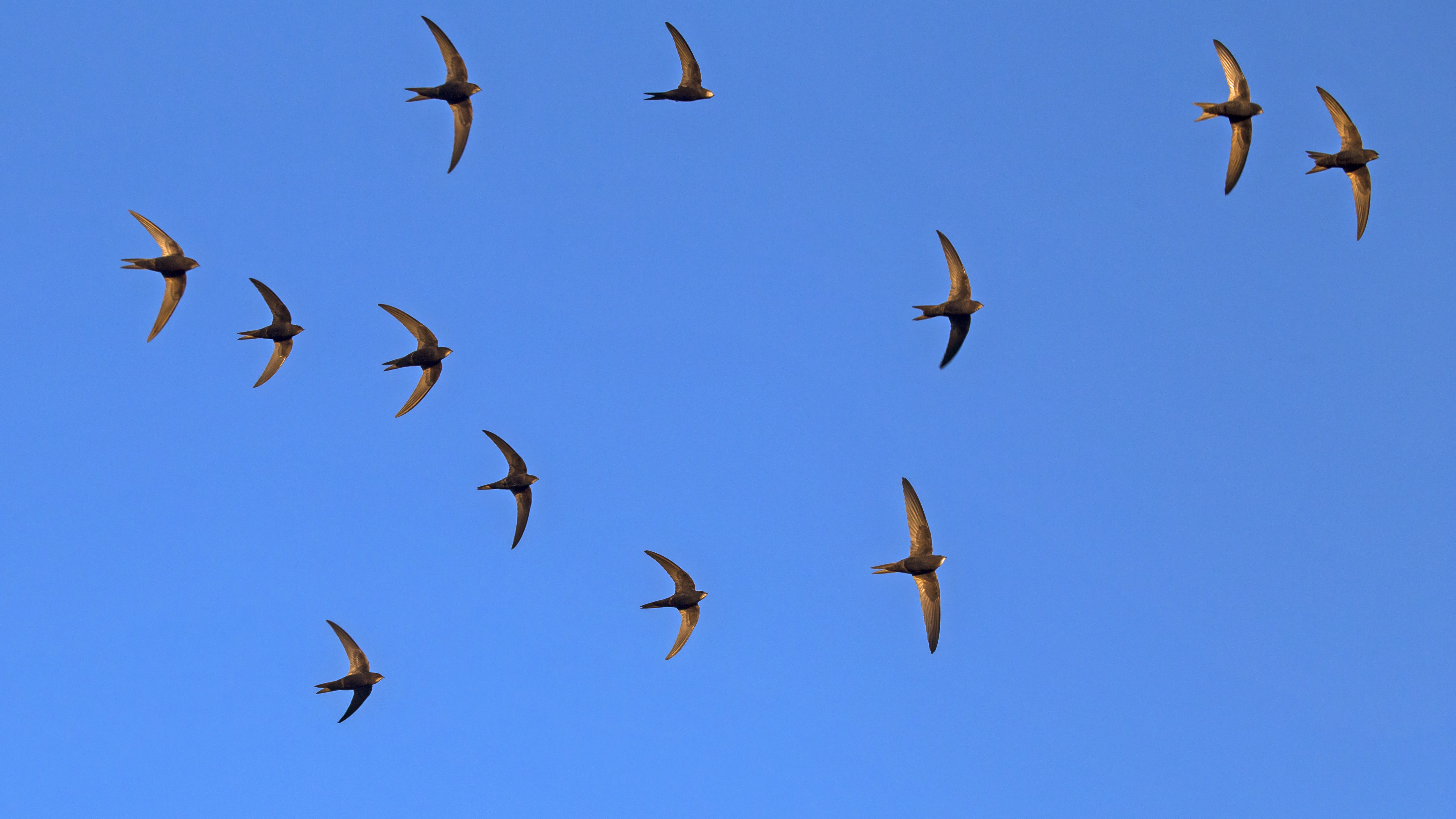
Групповой полёт стаи чёрных стрижей.

Обитает в средней Европе, в северной и средней Азии. В России — от западных границ до Забайкалья на востоке. Зимует в Африке (при этом пролетая весь континент с севера до юга) и южной Индии. Есть свидетельства о залете зимующих птиц в страны Юго-Восточной Азии, в частности до восточного побережья Таиланда. Сейчас эту птицу можно встретить преимущественно в городах. В Финляндии и Дании чёрный стриж гнездится как в лесах, так и рядом с человеком.

## Употребление в пищу человеком
Ещё в конце XIX века в Южной Европе массово разорялись гнёзда чёрных стрижей, так как мясо их птенцов «считалось очень вкусным».

## Спасение или реабилитация стрижей
Размножение птиц в антропогенном ландшафте приводит к тому, что молодые стрижи часто попадают в руки человека. Чёрный стриж относится к одному из наиболее сложных в содержании в неволе видов.  Для кормления используются мотыльки, мошки, сверчки (домовые или банановые), тараканы (мраморные или туркменские), муравьиные личинки, личинки мучного хруща (зофобас), кузнечики. Также даются витаминные препараты Тиамин, Гамавит Форте (в форме инъекции), Цианкобаламин (в форме инъекции). При крайнем истощении птице даются Мезим (Креон), глюкоза и/или раствор Рингера. Однообразное питание приводит к функциональным нарушениям работы печени и почек. Стрижат кормят каждые 1-2 часа, затем по мере их взросления период между дачей порции корма удлиняется. Кормление одного стрижа обходится примерно в 1000 рублей в месяц.. 
Более половины от общего количества попадающих в руки людей стрижей составляют птицы с различными травмами, в основном полученными в полете или после приземления на землю. Суставные переломы и переломы плеча практически безнадежны для прогноза благоприятного исхода и возврата стрижа в природу. Птенцов и травмированных взрослых стрижей рекомендуется помещать в брудер при температуре от 28 до 34–35 градусов тепла. 
Выпускать стрижей следует как с человеческого роста, при этом следует следить за полетом стрижа, с тем чтобы его можно было подобрать и повторить опять курс реабилитационных работ.

## Питание
В полёте клювом ловит насекомых, как сачком. В этом он похож на козодоя.

## Размножение

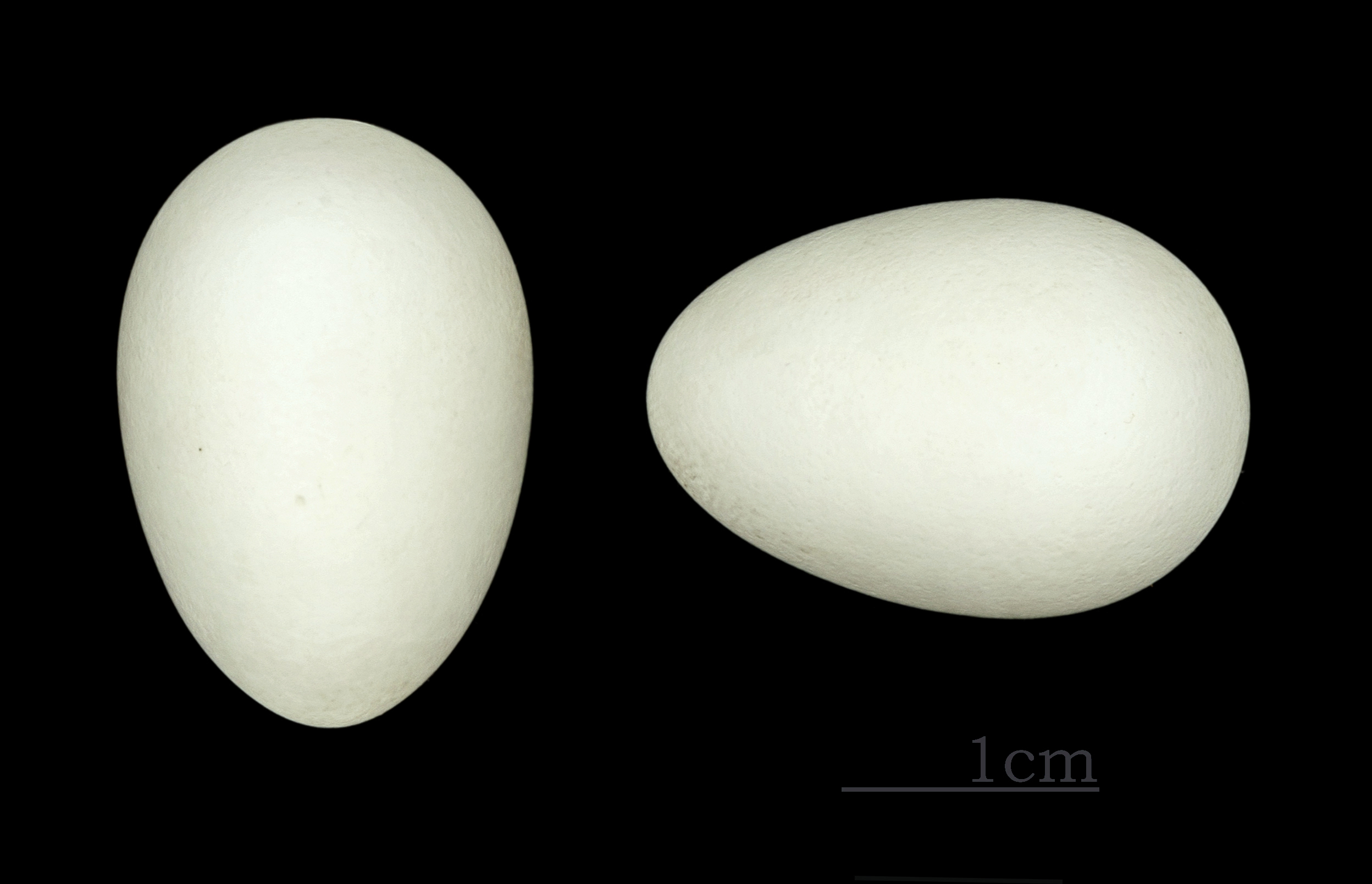
Яйца

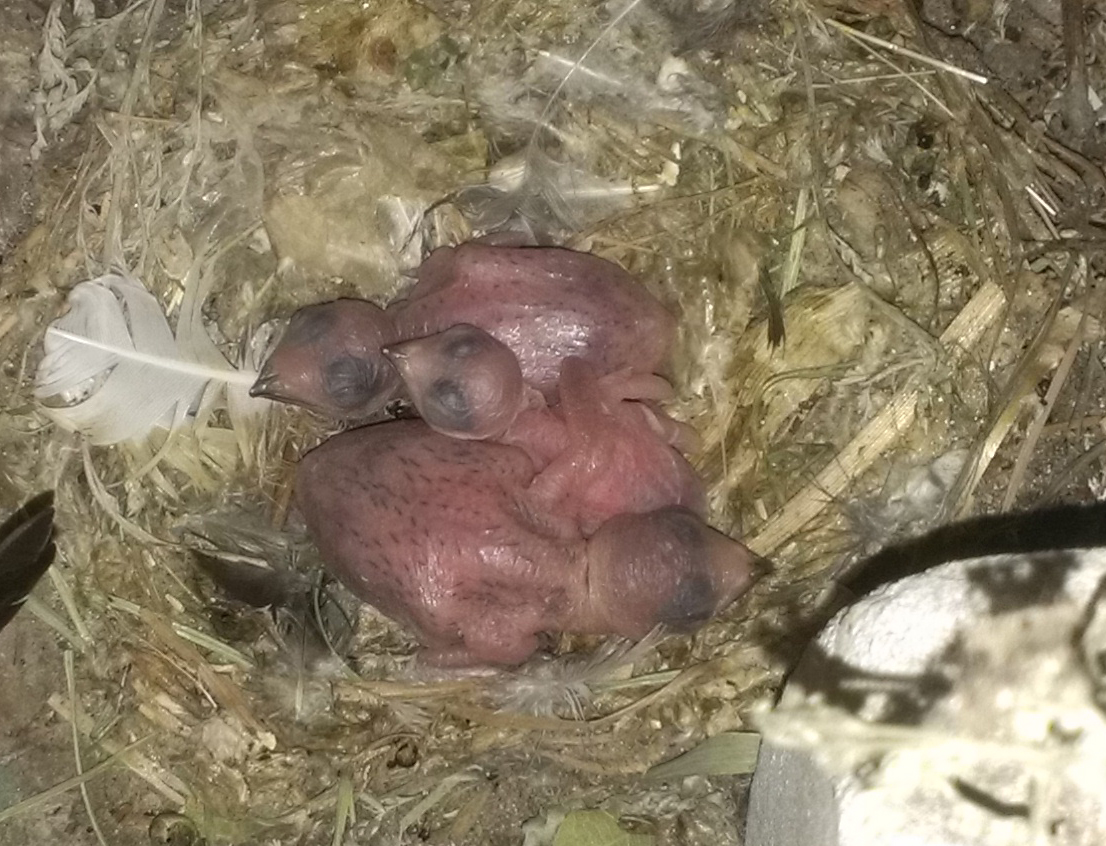
Гнездо с птенцами

Чёрные стрижи прилетают с зимовок небольшими стаями. После прилёта чёрный стриж начинает строительство гнезда, которое длится около 8 дней. В гнездо откладывается 2—3 яйца. В течение года птица делает 1 кладку. Высиживают птенцов самец и самка в течение 17—27 дней. Маленькие стрижи находятся в гнезде достаточно долго и улетают из него на 38—39-й день, а иногда, в связи с природными изменениями, и на 56-й. Сразу после вылета из гнезда они могут летать и самостоятельно питаться.
Гнездится колониями, гнёзда устраивает в дуплах, трещинах скал, в норах по обрывам, под крышами, в щелях зданий.

## Прочее
Был избран птицей 2014 года Союзом охраны птиц России.